# اتانك (كوهباية الشرقي)
اتانك (بالفارسية: اتانک) هي قرية تقع في إيران في قسم کوهبایة الشرقي الریفي. يقدر عدد سكانها بـ 115 نسمة .